# Chris Carmack

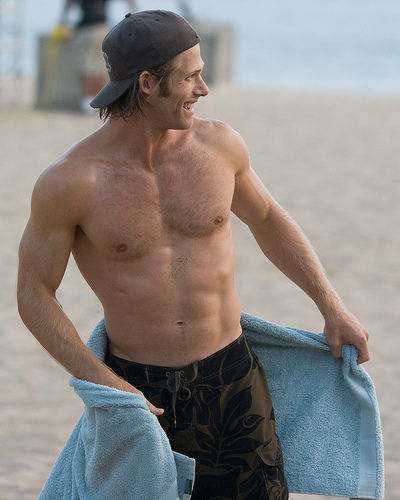
Chris Carmack (2008)

James Christopher „Chris“ Carmack (* 22. Dezember 1980 in Washington, D.C.) ist ein US-amerikanischer Schauspieler und Fotomodell.

## Leben und Karriere
Während seiner High-School-Zeit begann sich Carmack für das Theater zu interessieren und spielte bei zahlreichen Schulaufführungen und auf Theaterfestivals. Nach seinem Abschluss absolvierte er ein Kunststudium an der New York University. Dort wurde er als Fotomodell entdeckt und war danach unter anderem in Kampagnen von Abercrombie and Fitch zu sehen.
Nach seinem Umzug nach Los Angeles widmete er sich wieder vermehrt der Schauspielerei. In den frühen 1990er Jahren hatte er einen Gastauftritt in der Serie Eine schrecklich nette Familie. Seine bisher bekannteste Rolle war von 2003 bis 2004 die des Luke in der Erfolgsserie O.C., California. 2006 wirkte er neben Lindsay Lohan, Chris Pine und Samaire Armstrong, seiner Kollegin aus O.C., California, in der Filmkomödie Zum Glück geküsst mit.
Carmack feierte in der ersten Jahreshälfte 2006 sein Broadway-Debüt mit dem Theaterstück Seid nett zu Mr. Sloane von Joe Orton, in dem er in der Titelrolle neben Alec Baldwin auftrat. 2009 trat er bei der Echo Theatre Company in Studio City, Kalifornien, in dem Stück The Illustrated Birth of Padraic T. Duffy auf.
2005 spielte er in der Komödie Lovewrecked – Liebe über Bord die Rolle des Rockstars Jason. 2008 wirkte er in der elften Folge der vierten Staffel von Desperate Housewives mit. In einem Gastauftritt ließ er sich als Cousin von Susan Delfino (Teri Hatcher) auf eine Affäre mit deren Nachbarin Katherine (Dana Delany) ein. 2009 war er unter anderem in der Rolle des Sam Reide im Film Butterfly Effect 3 – Die Offenbarung und als Sebastian White im Actionfilm Into the Blue 2 – Das goldene Riff zu sehen und spielte 2010 in der romantischen Komödie Businessplan zum Verlieben an der Seite von Hilary Duff. 2011 folgte eine Rolle in David R. Ellis 3D-Horror-Thriller Shark Night 3D.
Ab 2013 gehörte er bis zum Ende der ABC-Fernsehserie zur Stammbesetzung von Nashville. Darin spielt er die Rolle des Will Lexington, die während der ersten Staffel zur Serie stieß und mit Beginn der zweiten Staffel zu einer Hauptrolle ausgebaut wurde. Seit 2018 spielt er den Dr. Atticus „Link“ Lincoln in Grey’s Anatomy; in der 15. Staffel zunächst noch als Nebendarsteller, gehört er seit der 16. Staffel zur Hauptbesetzung.
Ende August 2016 wurden Carmack und seine Verlobte Erin Slaver Eltern einer Tochter.

## Filmografie (Auswahl)
- 2000: Strangers with Candy (Fernsehserie, Episode 3x06)
- 2003–2004: O.C., California (The O. C., Fernsehserie, 28 Episoden)
- 2004: The Last Ride
- 2005: Beach Girls (Fernsehserie, sechs Episoden)
- 2005: Smallville (Fernsehserie, Episode 4x13)
- 2005: Lovewrecked – Liebe über Bord (Lovewrecked)
- 2005–2006: Related (Fernsehserie, elf Episoden)
- 2006: Zum Glück geküsst (Just My Luck)
- 2007: CSI: Miami (Fernsehserie, Episode 5x23)
- 2007: Upper East Side Love (Suburban Girl)
- 2007: Ein Sommer in New York – The Visitor (The Visitor)
- 2008: Desperate Housewives (Fernsehserie, Episode 4x11)
- 2008: CSI: NY (Fernsehserie, Episode 5x11)
- 2009: Navy CIS (NCIS, Fernsehserie, Episode 6x14)
- 2009: Drop Dead Diva (Fernsehserie, Episode 1x08)
- 2009: Butterfly Effect 3 – Die Offenbarung (The Butterfly Effect 3: Revelations)
- 2009: Into the Blue 2 – Das goldene Riff (Into the Blue 2: The Reef)
- 2010: Businessplan zum Verlieben (Beauty & the Briefcase)
- 2010: Alpha und Omega (Alpha and Omega)
- 2011: Shark Night 3D
- 2012: Bad Girls
- 2013–2018: Nashville (Fernsehserie, 109 Episoden)
- seit 2018: Grey’s Anatomy (Fernsehserie)